# Atractosteus tropicus
Atractosteus tropicus is een  straalvinnige vissensoort uit de familie van kaaimansnoeken (Lepisosteidae). De wetenschappelijke naam van de soort is voor het eerst geldig gepubliceerd in 1863 door Gill.